# Steinbach (Wallerbach)
Der Steinbach ist ein als Wildbach eingestuftes Fließgewässer im nördlichen Flachgau im Land Salzburg. Er ist der rechte und größere Quellbach des Wallerbachs.

## Geographie

### Verlauf
Der Steinbach entspringt im Henndorfer Wald, im Gemeindegebiet von Henndorf am Wallersee. Er fließt zu Beginn in nördliche Richtung und wird dabei von einigen kleinen Nebengräben gespeist, bis nach gut 500 Metern mit dem von rechts zufließenden Klausbach sein erster wesentlicher Zubringer zufließt. Bei dessen Einmündung nimmt der Steinbach die nordwestliche Fließrichtung des Klausbachs an und verlässt anschließend den Henndorfer Wald. Der Bach fließt nun auf der Jägerwiese, wo er von links den Aubach aufnimmt und zunächst in das obere Steinbachtal eintritt. Dort nimmt er mit den rechtsseitig zufließenden Petersgraben und dem Langmoosgraben zwei kleine Hangbäche auf. Der Steinbach durchfließt das Steinbachtal in nördliche bis nordwestliche Richtung, wobei er links- und rechtsufrig zahlreiche kleine Hangbäche aufnimmt, die ihm jedoch großteils nur wenig Wasser zuführen. Bei der Ortschaft Haslach (Gemeinde Neumarkt) verlässt der Bach das Steinbachtal und wendet seine Fließrichtung nun Richtung Norden bis Nordosten. Bei Wertheim (Gemeinde Neumarkt) fließt dann von rechts der Hennerbach zu, der ebenfalls einen wichtigen Zubringer für den Steinbach bildet. Bei Sighartstein (Gemeinde Neumarkt) passiert der Steinbach den Sighartsteiner Weiher und nimmt auch dessen kurzen Abfluss auf. Nur wenige Meter darauf vereinigt er sich mit seinem wichtigsten Nebenfluss – dem Haltingerbach – und nimmt dabei dessen westliche Fließrichtung an. Anschließend unterquert er die Bundesstraße 1, macht einen Bogen nach Norden und fließt hier kurz bereits parallel zum Statzenbach. Im Stadtteil Untermarkt (Gemeinde Neumarkt) fließt der Steinbach dann wieder in östliche Richtung und vereinigt sich hier schließlich mit dem etwas kleineren Statzenbach zum Wallerbach.

### Zuflüsse
- Klausbach (rechts), im Henndorfer Wald
- Aubach (links), auf der Jägerwiese, östlich von Neufahrn
- Petersgraben (rechts), im oberen Steinbachtal
- Langmoosgraben (rechts), im oberen Steinbachtal
- Hennerbach (rechts), bei Wertheim
- Abfluss des Sighartsteiner Weihers (rechts), bei Sighartstein
- Haldingerbach (rechts), bei Sighartstein

### Einzugsgebiet
Südlich der Quelle des Steinbachs entspringt der Fischbach, welcher über die Fuschler Ache zum Mondsee entwässert. Nordöstlich entspringt der Pfongauer Bach, der über Hainbach, Schwemmbach und Mattig zum Inn hin fließt.

## Geschichte
Auf historischen Karten aus den 1960er Jahren wird der Steinbach bereits ab seiner Quelle im Henndorfer Wald als Wallerbach bezeichnet. Da er der längere als auch wasserreichere Quellfluss ist, kann er daher auch als der Oberlauf des Wallerbachs gesehen werden.
Früher spaltete sich bei Sighartstein vom Steinbach ein kleiner Nebenarm ab, der den Sighartsteiner Weiher und die Grabenmühle speiste. Dieser wurde jedoch zwischen den Jahren 2022 und 2023 trockengelegt.